# Stapelien
Die Stapelien (Stapelia), oft auch wie viele andere Arten Aasblumen genannt, sind eine Pflanzengattung aus der Unterfamilie der Seidenpflanzengewächse (Asclepiadoideae) in der Familie der Hundsgiftgewächse (Apocynaceae). Die Gattung wurde von Carl von Linné nach dem niederländischen Arzt und Botaniker Johannes Bodaeus van Stapel (Jan  Bode van  Stapel, 1602–1636) benannt.

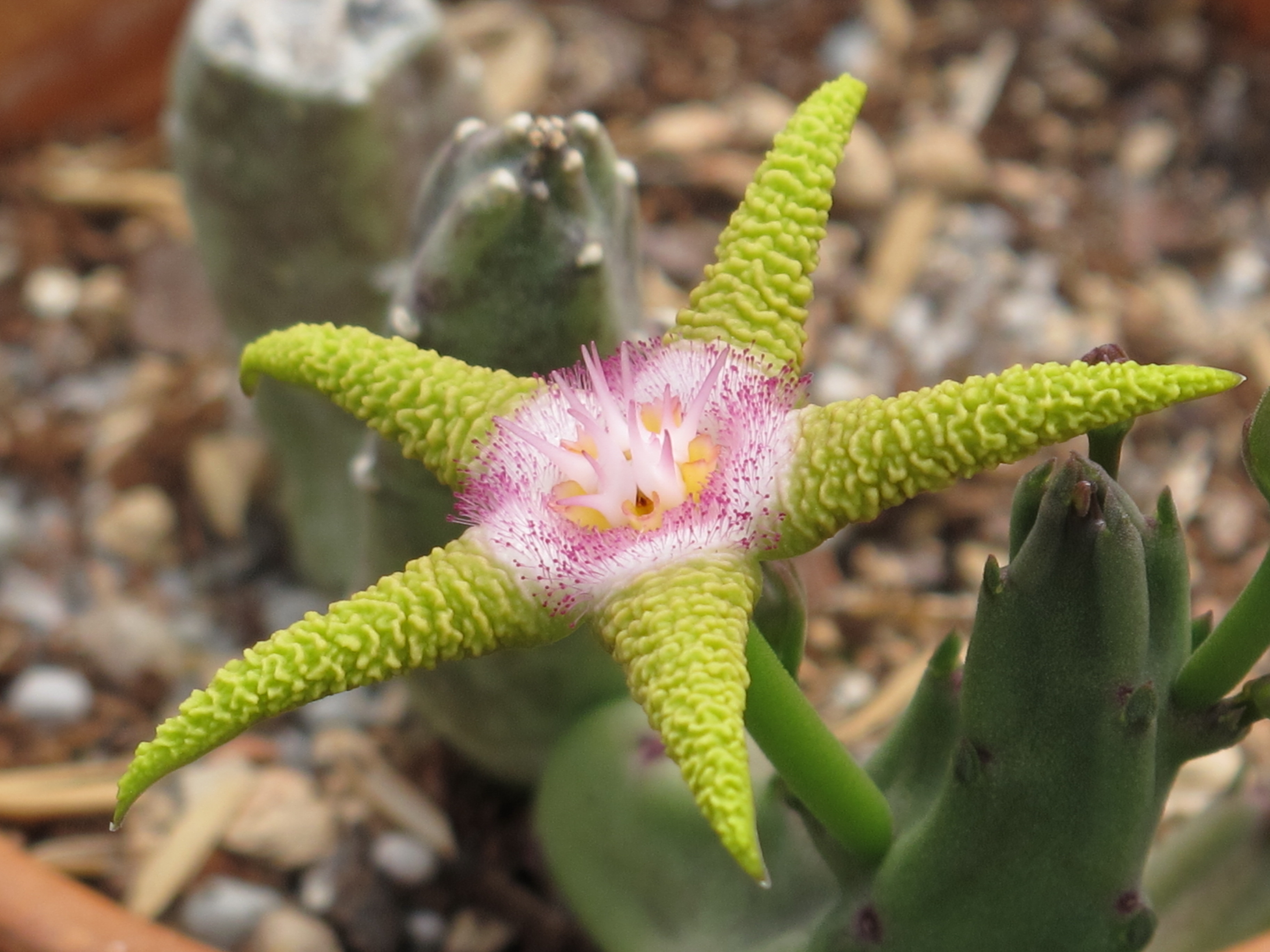
Stapelia flavopurpurea

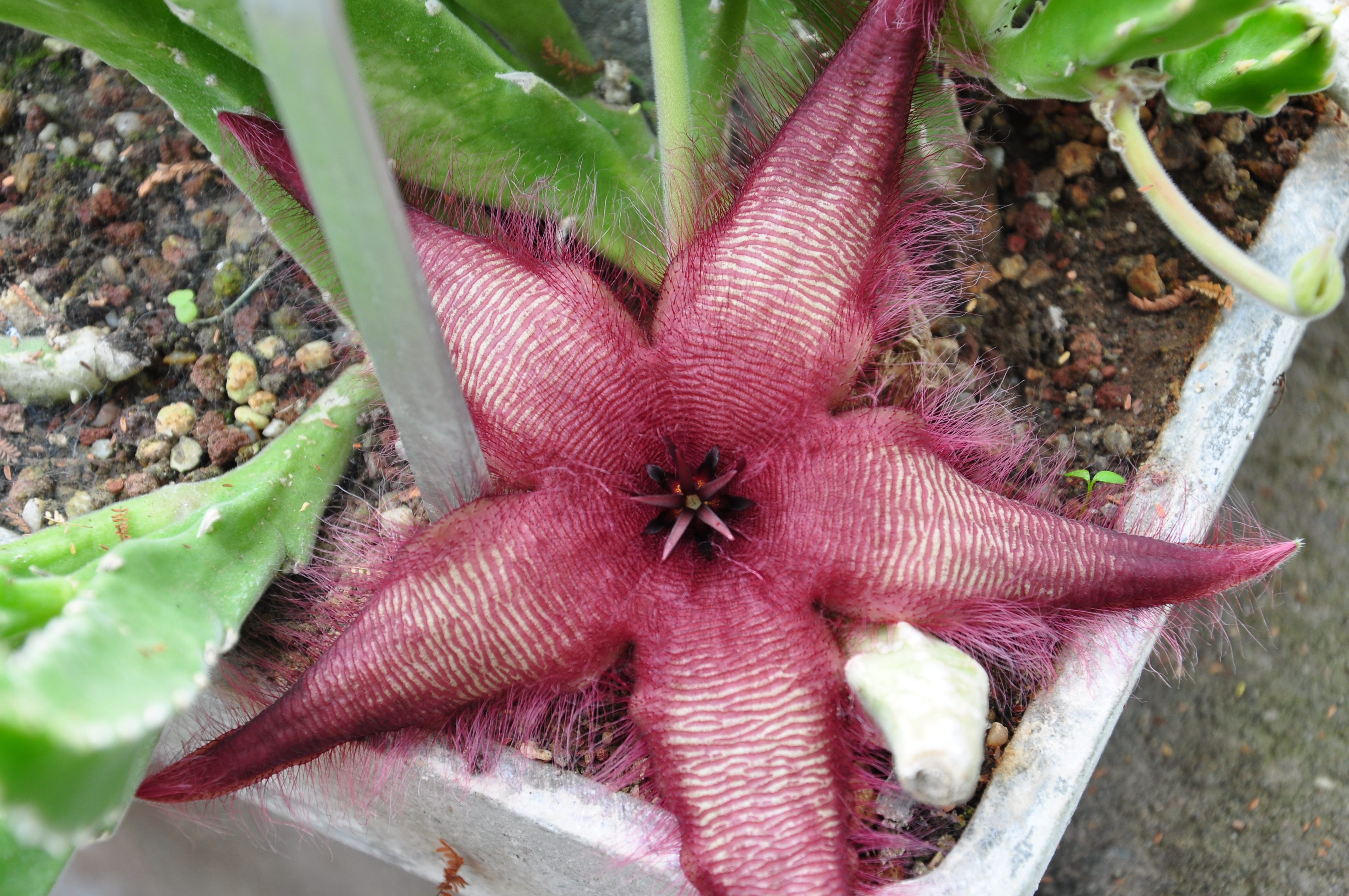
Stapelia gettliffeii

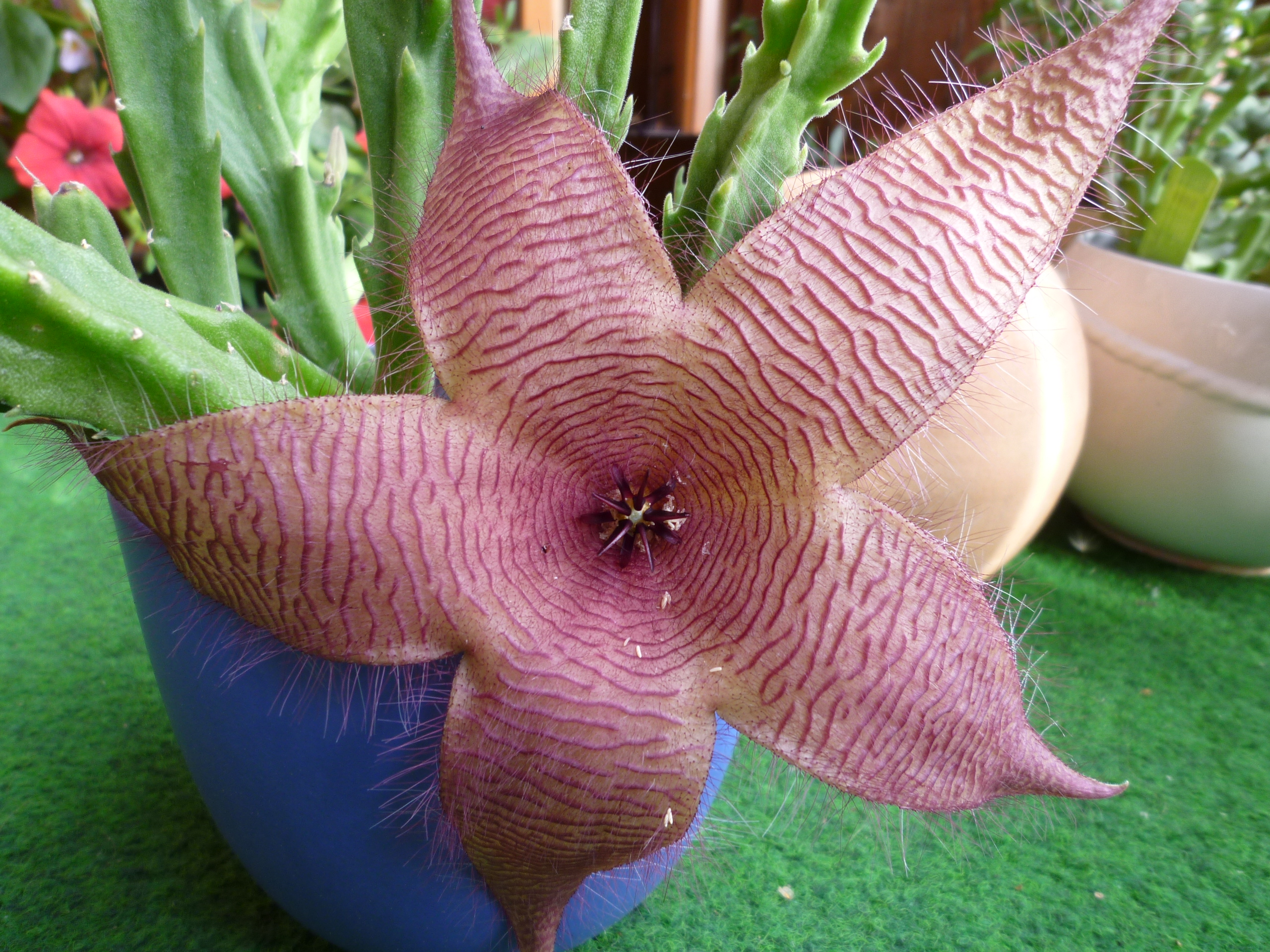
Stapelia grandiflora

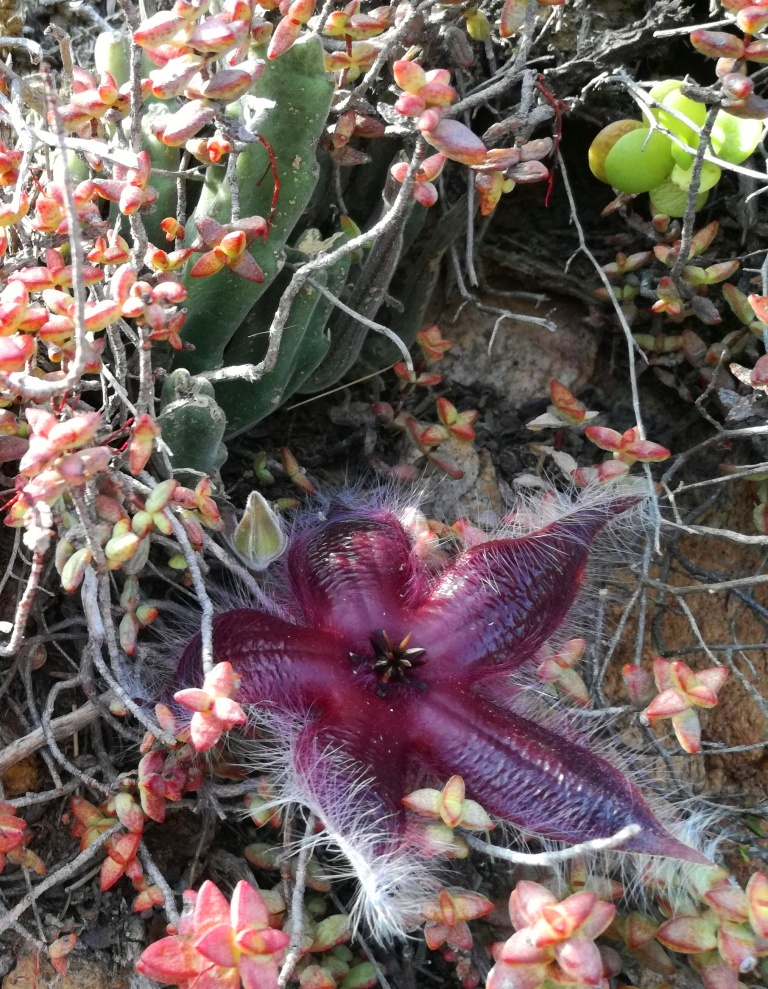
Stapelia hirsuta

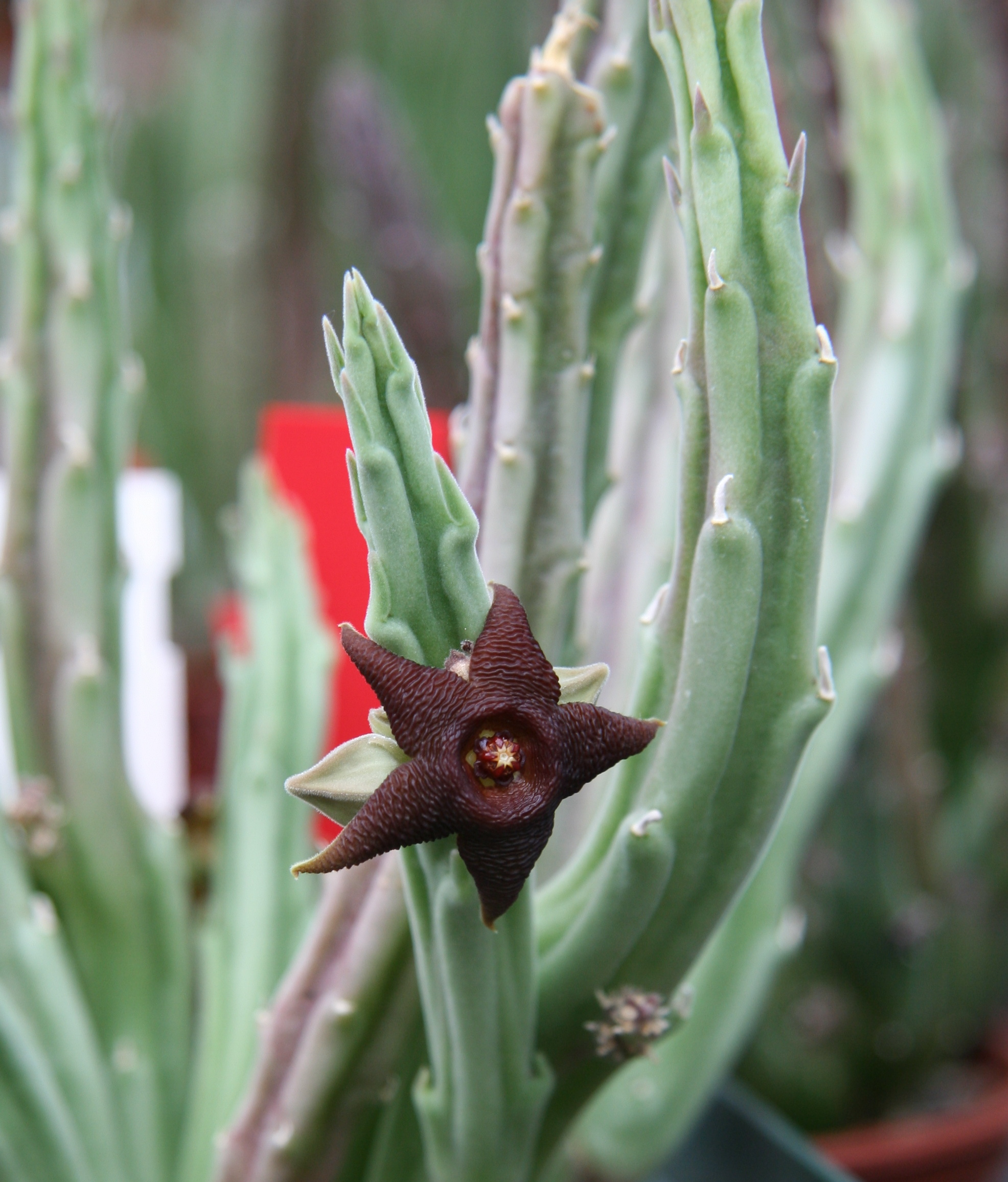
Stapelia kwebensis

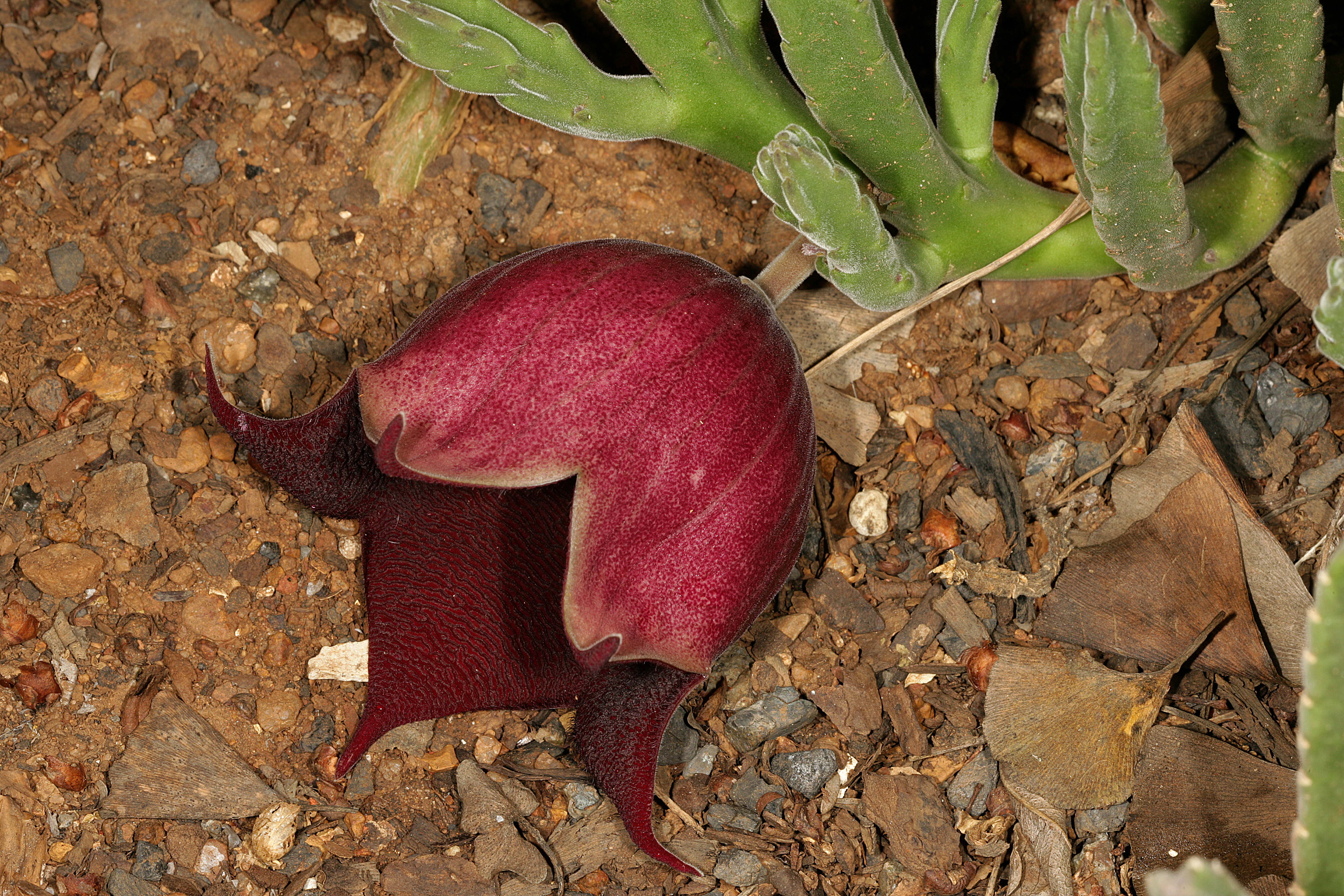
Stapelia leendertziae

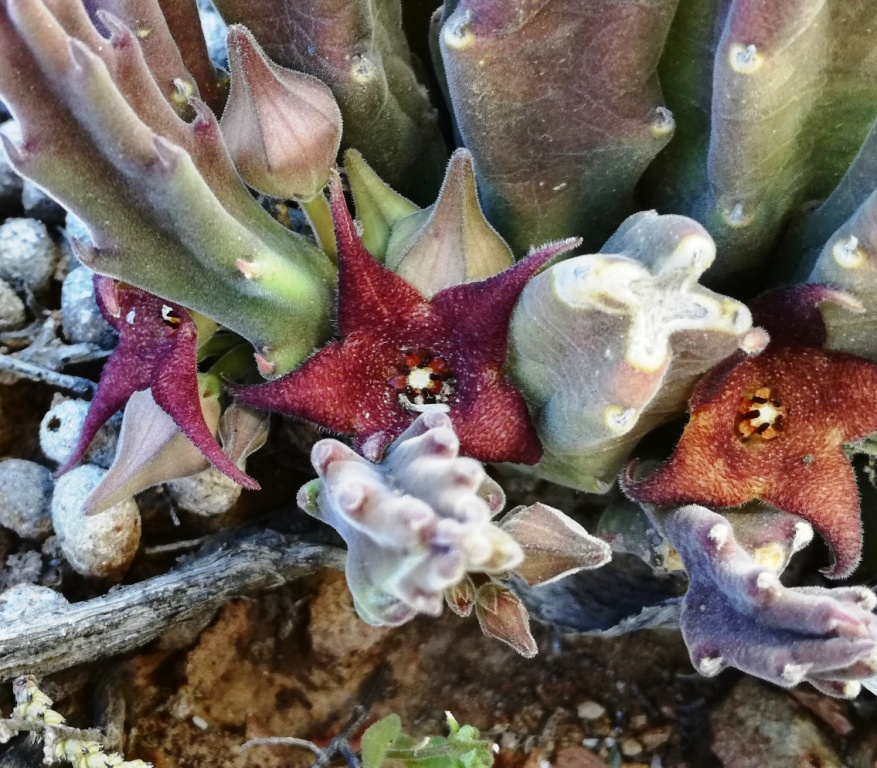
Stapelia rufa

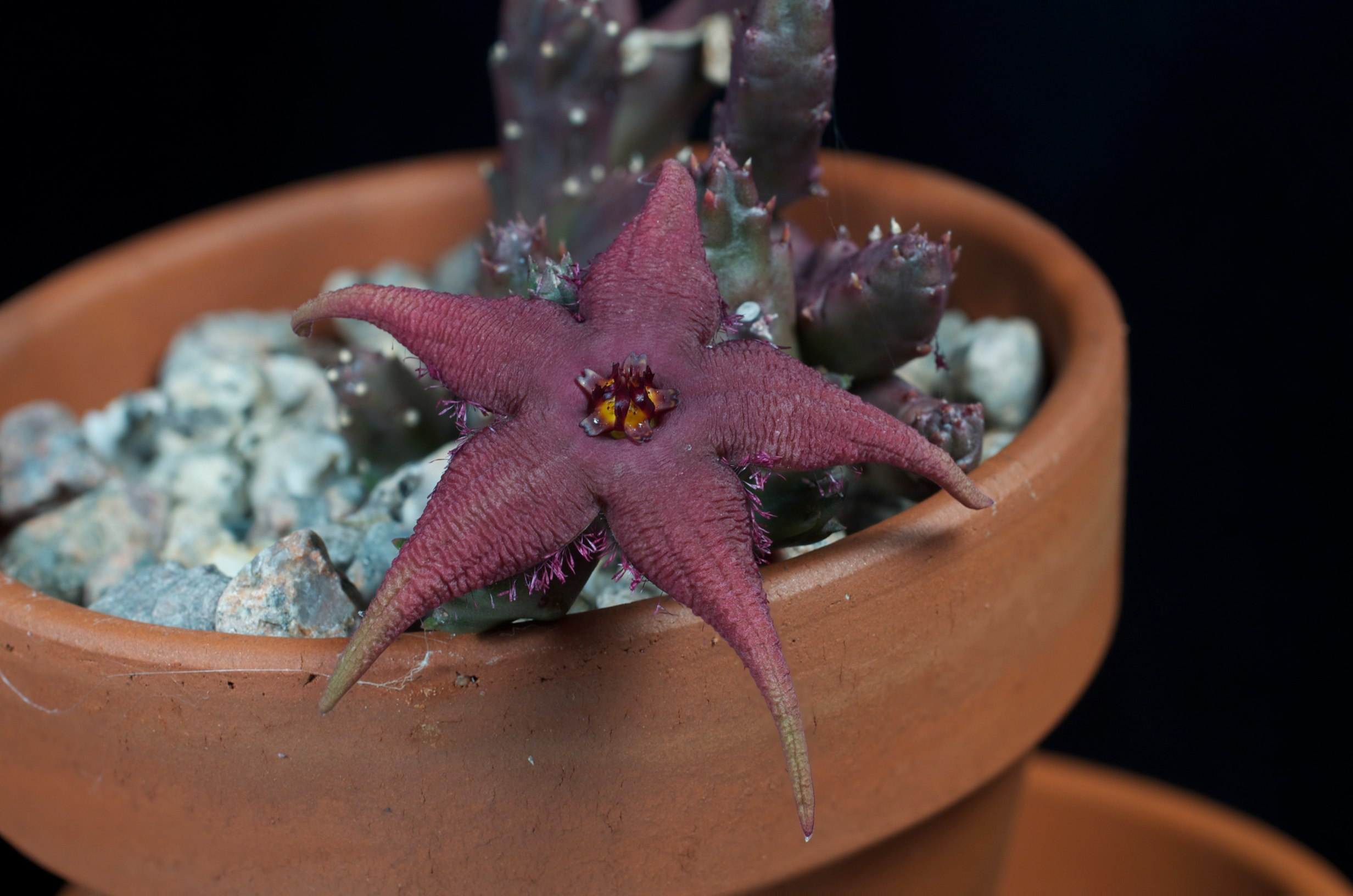
Stapelia schinzii

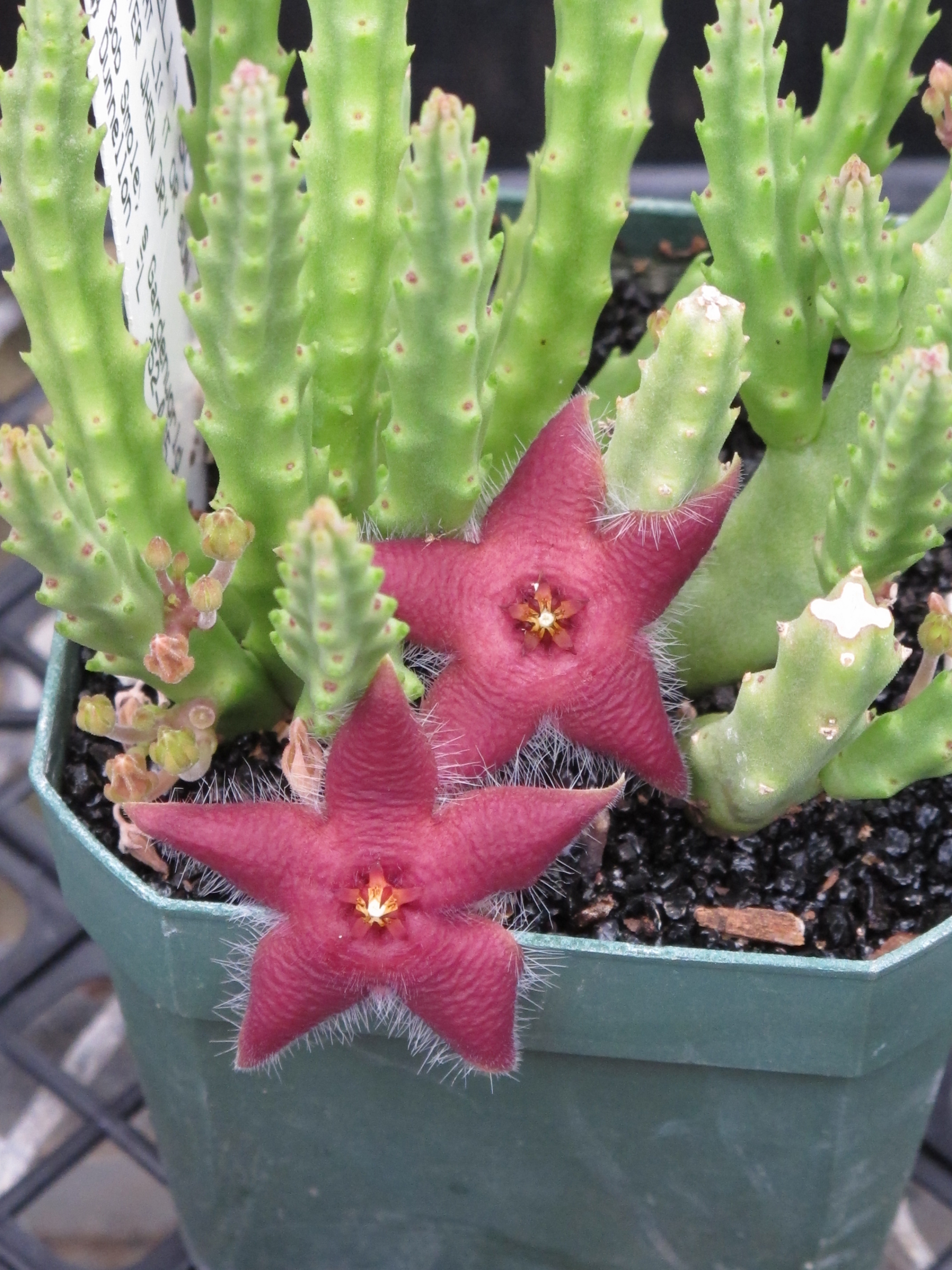
Stapelia scitula

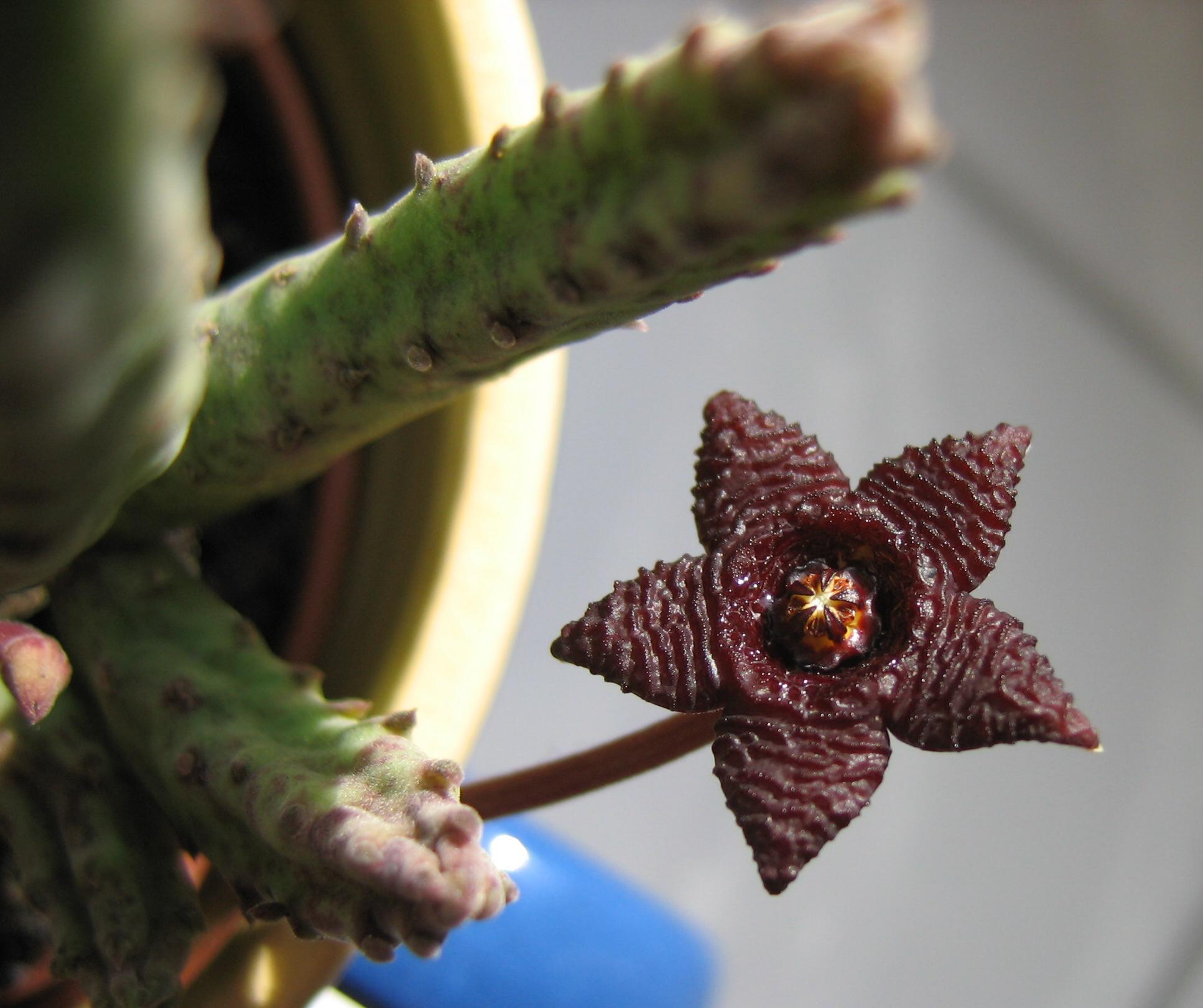
Stapelia similis

## Merkmale
Stapelien sind stammsukkulente, ausdauernde Pflanzen, die schwach bis stark, meist basal verzweigt sind. Die Triebe wachsen meist plagiotrop, d. h. die Wuchsrichtung ist durch den Geotropismus bestimmt und hat nicht die Orientierung der Sprossachse; Triebe seltener liegend. Manche Arten bilden auch rhizomartige Ausläufer. Die Triebe sind 6 bis etwa 30 cm hoch, zylindrisch und meist annähernd viereckig, selten fünf- oder sechseckig oder spiralig. Die Ecken können gerundet oder zugespitzt sein, der Durchmesser beträgt etwa 5 bis 30 mm. Die Triebe sind grün bis blaugrün und die Oberfläche ist kahl oder fein behaart. Die meist konkaven Seitenflächen weisen weder mosaikartige Muster auf noch sind sie gefurcht. Die Blättchen sind klein, zugespitzt, nach oben zeigend und fein behaart. An der Basis sind meist ein Paar kleine und drüsige Nebenblattrudimente vorhanden. Der Milchsaft ist farblos. Der Blütenstand besteht aus einzelnen bis wenigen, sich nacheinander öffnenden Blüten, die gewöhnlich nahe der Triebbasis sitzen, seltener auch gestielt oder regellos am Trieb verteilt sind. Die Blätter sind zu 0,1 bis 0,3 cm langen Schuppen reduziert.
Die Blüten stehen einzeln oder zu bis zu zehn zusammen, meist an der Basis der Stämmchen. Die Blüten verbreiten meist einen strengen Aasgeruch; seltener auch süßlich riechend. Die Blütenstiele sind etwa 0,5 bis 12 cm lang und mehr oder weniger dicht mit Flaumhaaren besetzt. Die zwittrigen, radiärsymmetrischen Blüten sind fünfzählig mit doppeltem Perianth. Die fünf Kelchblätter sind an ihrer Basis verwachsen. Die fünf fleischigen Blütenkronblätter sind 5 bis 200 mm lang und sind bis zu der Hälfte ihre Länge verwachsen. Ausgebreitet besitzt die Blütenkrone einen Durchmesser von 0,8 bis etwa 40 cm; die Größe ist jedoch auch innerhalb eines Taxons stark variabel. Sie ist meist flach, selten becker- oder glockenförmig mit tief eingeschnittenen Kronzipfel. Die Kronzipfel sind meist lang ausgezogen dreieckig, am Ende gerundet. Sie sind meist in der Längsachse konvex gewölbt, nach außen umgebogen; innen sind sie mehr oder weniger stark quergerunzelt und behaart. Die Nebenkrone weist staminale und interstaminale Nebenkrone auf, ist zweireihig und meistens kurz gestielt. Der Stiel ist zylindrisch, fünfrippig oder mehr oder weniger fünfeckig. Die interstaminale Nebenkrone besitzt fünf einfache Zipfel, die selten zweigeteilt sind, aber häufig in Längsrichtung konkav gewölbt sind. Die staminale Nebenkrone weist abgeflachte Zipfel auf, die dicht auf den Staubblättern aufliegen. Es ist nur ein Kreis mit fünf Staubblättern vorhanden. Die Staubblätter sind mehr oder weniger quadratisch ohne Anhängsel. Die Staubblätter und die Fruchtblätter sind zu einem so genannten „Gynostegium“ verwachsen. Der Pollen ist zu einer Einheit, dem „Pollinium“ zusammengefasst. Das „Pollinium“ ist über zwei so genannten „Translatoren“ mit dem „Klemmkörper“ verbunden. Jede Blüte enthält zwei oberständige Fruchtblätter.
Die Balgfrüchte sind spindelig, einzeln oder meist paarig angeordnet. Die beiden Balgfrüchte eines Paares stehen spitzwinklig (30 bis 60°) zueinander. Die glatten Balgfrüchte weisen eine Länge von 9 bis zu 13 cm und einen Durchmesser von 1 bis zu 2 cm auf. Die Oberfläche ist mit feinen Flaumhaaren besetzt, seltener auch kahl. Jede Balgfrucht enthält 60 bis 140 Samen. Die meist braunen Samen sind oval und flach 5 bis 8 mm lang und 2 bis 5 mm breit. Sie besitzen an einem Ende einen einfachen weißen Haarschopf.
Bei der Stapelia handelt es sich um eine sogenannte Täuschblume: Indem sie Aasgeruch imitiert und in ihrem Erscheinungsbild einer Fleischwunde ähnelt, täuscht sie vor, ein geeignetes Eiablagesubstrat für Fliegen zu sein. Diese werden angelockt, legen dort ihre Eier ab und werden so als Bestäuber benutzt.

## Verbreitung
Die Arten der Gattung Stapelia sind ein Florenelement der Capensis und vor allem in der Republik Südafrika und Eswatini beheimatet. Das Vorkommen der Gattung erstreckt sich mit stark abnehmender Diversität weiter nach Norden über Namibia und Botswana, Angola, Mosambik, Simbabwe, Sambia, Malawi bis nach Tansania.

## Systematik
Einige früher hier eingeordnete Arten werden mittlerweile den Gattungen  Caralluma, Huernia, Orbea oder Duvalia zugeordnet. Auch diese Gattungen werden als Aasblumen oder auch als Ordenssterne bezeichnet.
Die Gattung Stapelia umfasst nach Müller und Albers (in Albers und Meve, 2002) und WCSP folgende Arten:
- Stapelia acuminata Masson: Sie kommt in der westlichen Kapprovinz vor.[2]
- Stapelia arenosa C.A.Lückhoff: Sie kommt in der westlichen Kapprovinz vor.[2]
- Stapelia asterias Masson: Kapprovinz.[2]
- Stapelia cedrimontana Frandsen (Syn.: Stapelia montana L.C.Leach, Stapelia montana var. grossa L.C.Leach): Südwestliche Kapprovinz.[2]
- Stapelia clavicorona I.Verd.: Limpopo.[2]
- Stapelia concinna Masson: Kapprovinz (Karoo).[2]
- Stapelia divaricata Masson: Südsüdwestliche Kapprovinz.[2]
- Stapelia engleriana Schlechter: Kapprovinz.[2]
- Stapelia erectiflora Masson: Westliche und westsüdwestliche Kapprovinz.[2]
- Stapelia flavopurpurea Marloth: Südlich-zentrales und südliches Namibia bis nördliche Kapprovinz.[2]
- Stapelia gettliffei Pott: Südöstliches Botswana bis westliches Mosambik und Mpumalanga.[2]
- Stapelia gigantea N.E.Br.: Südliches tropisches und südliches Afrika.[2]
- Stapelia glanduliflora Masson: Westsüdwestliche Kapprovinz.[2]
- Stapelia grandiflora Masson, mit den Varietäten:
  - Stapelia grandiflora var. conformis (N.E.Br.) Bruyns (Syn.: Stapelia macowanii N.E. Brown), Stapelia macowanii var. conformis ((N.E.Brown) L.C.Leach): Östliche Kapprovinz.[2]
  - Stapelia grandiflora var. grandiflora (Syn.: Stapelia arnotii N.E.Br.): Südliches Afrika.[2]
- Stapelia hirsuta L., mit den Varietäten:
  - Stapelia hirsuta var. gariepensis (Pillans) Bruyns (Syn.: Stapelia gariepensis Pillans): Südwestliches Namibia bis nordwestliche Kapprovinz.[2]
  - Stapelia hirsuta var. hirsuta (Syn.: Stapelia pulvinata Masson): Westliche und südliche Kapprovinz.[2]
  - Stapelia hirsuta var. praetermissa (L.C.Leach) ined. (Syn.: Stapelia baylissii L.C.Leach, Stapelia praetermissa L.C.Leach, Stapelia praetermissa var. luteola L.C.Leach): Südsüdöstliche Kapprovinz.[2]
  - Stapelia hirsuta var. tsomoensis (N.E.Br.) Bruyns (Syn.: Stapelia glabricaulis N.E.Br., Stapelia peglerae N.E.Br., Stapelia tsomoensis N.E.Br.): Östliche Kapprovinz.[2]
  - Stapelia hirsuta var. vetula (Masson) Bruyns (Syn.: Stapelia vetula Masson): Südwestliche und südliche Kapprovinz.[2]
- Stapelia kwebensis N.E.Br. (Syn.: Stapelia longipedicellata (A.Berger) N.E.Br.): Namibia bis Limpopo.[2]
- Stapelia leendertziae N.E.Br.: Südafrikanische Provinz Gauteng bis KwaZulu-Natal.[2]
- Stapelia × meintjiesii I.Verd.: Limpopo.[2]
- Stapelia obducta L.C.Leach: Östliche Kapprovinz.[2]
- Stapelia olivacea N.E.Br.: Kapprovinz bis Oranje-Freistaat.[2]
- Stapelia paniculata Willd., mit den Unterarten:
  - Stapelia paniculata subsp. paniculata (Syn.: Stapelia immelmaniae Pillans): Westsüdwestliche Kapprovinz.[2]
  - Stapelia paniculata subsp. kougabergensis (L.C.Leach) Bruyns (Syn.: Stapelia kougabergensis L.C.Leach): Südliche Kapprovinz.[2]
  - Stapelia paniculata subsp. scitula (L.C.Leach) Bruyns (Syn.: Stapelia scitula L.C.Leach): Südwestliche Kapprovinz.[2]
- Stapelia parvula Kers: Südwestliches Angola.[2]
- Stapelia pearsonii N.E.Br.: Namibia.[2]
- Stapelia pillansii N.E.Br. (Syn.: Stapelia pillansii var. fontinalis Nel): Südwestliche Kapprovinz.[2]
- Stapelia remota R.A.Dyer: Namibia.[2]
- Stapelia rubiginosa Nel: Nordwestliche Kapprovinz.[2]
- Stapelia rufa Masson: Westliche und südwestliche Kapprovinz.[2]
- Stapelia schinzii A.Berger & Schlechter: Mit drei Varietäten:
  - Stapelia schinzii var. schinzii: Namibia.[2]
  - Stapelia schinzii var. angolensis Kers: Südwestliches Angola bis nordwestliches Namibia.[2]
  - Stapelia schinzii var. bergeriana ((Dinter) L.C.Leach): Namibia.[2]
- Stapelia similis N.E.Br.: Westlich-zentrales und südliches Namibia bis nordwestliche Kapprovinz.[2]
- Stapelia surrecta N.E.Br.: Südwestliche Kapprovinz.[2]
- Stapelia unicornis C.A.Lückhoff: Südliches Mosambik bis nördliches KwaZulu-Natal.[2]
- Stapelia villetiae C.A.Lückhoff: Nördliche Kapprovinz.[2]